# Boueilh-Boueilho-Lasque
Pour les articles homonymes, voir Boueilh, Boueilho et Lasque.
Boueilh-Boueilho-Lasque (en béarnais Buelh-Buelhòu-Lasque ou Boélh-Boelho-Làsquẹ) est une commune française, située dans le département des Pyrénées-Atlantiques en région Nouvelle-Aquitaine.

## Géographie

### Localisation
La commune de Boueilh-Boueilho-Lasque se trouve dans le département des Pyrénées-Atlantiques, en région Nouvelle-Aquitaine.
Elle se situe à 33 km par la route de Pau, préfecture du département, et à 22 km de Serres-Castet, bureau centralisateur du canton des Terres des Luys et Coteaux du Vic-Bilh dont dépend la commune depuis 2015 pour les élections départementales.
La commune fait en outre partie du bassin de vie de Garlin.
Les communes les plus proches sont : 
Lauret (3,4 km), Claracq (3,6 km), Pouliacq (3,8 km), Garlin (3,9 km), Ribarrouy (3,9 km), Coublucq (4,3 km), Baliracq-Maumusson (4,7 km), Garlède-Mondebat (4,8 km).
Sur le plan historique et culturel, Boueilh-Boueilho-Lasque fait partie de la province du Béarn, qui fut également un État et qui présente une unité historique et culturelle à laquelle s’oppose une diversité frappante de paysages au relief tourmenté.

### Communes limitrophes
Les communes limitrophes sont  Claracq, Coublucq, Garlin, Garlède-Mondebat, Lauret, Poursiugues-Boucoue et Ribarrouy.
| Poursiugues-Boucoue | Lauret (Landes)         |           |
| Coublucq            | Boueilh-Boueilho-Lasque | Garlin    |
| Garlède-Mondebat    | Claracq                 | Ribarrouy |

### Hydrographie

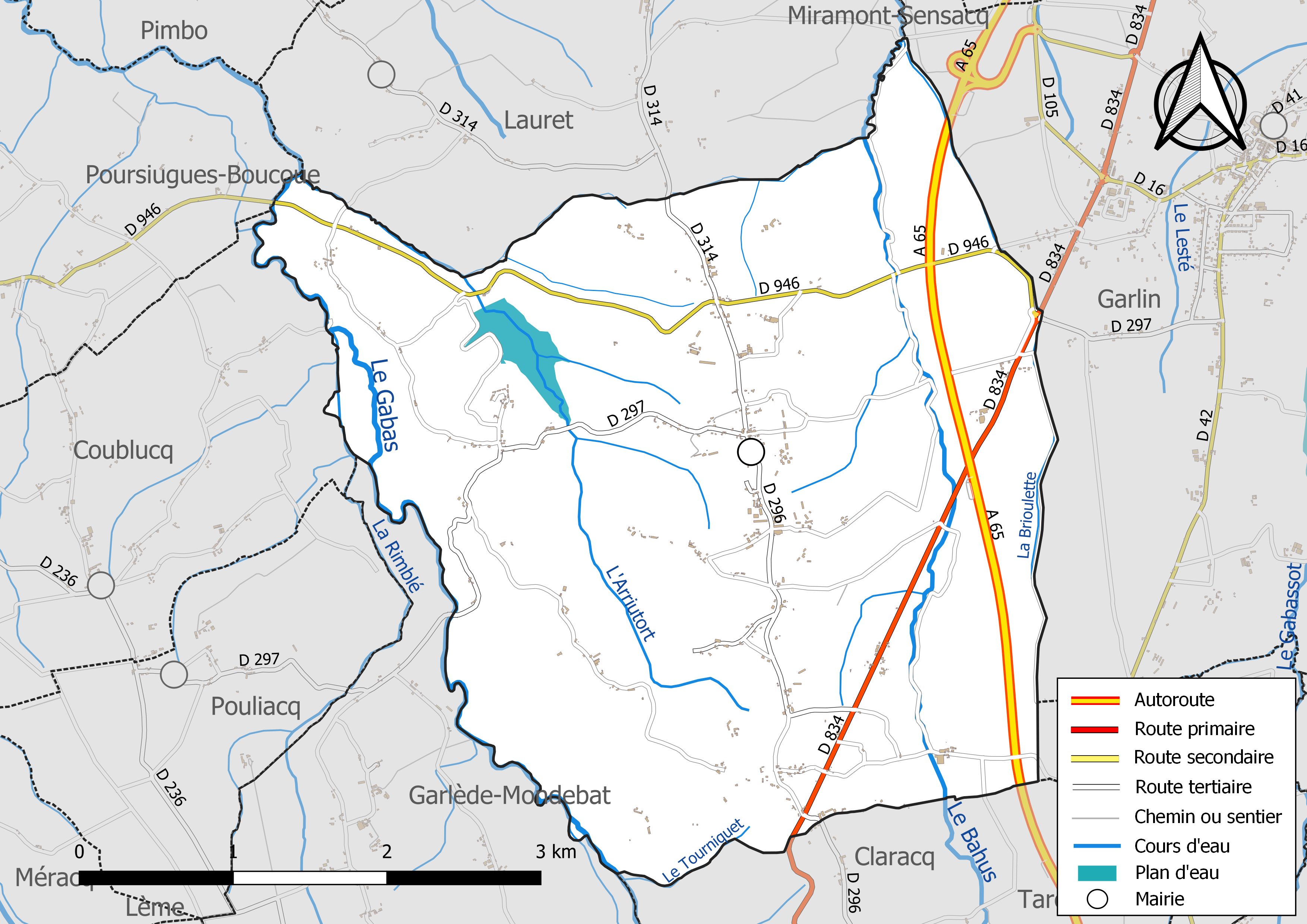
Réseaux hydrographique et routier de Boueilh-Boueilho-Lasque.

La commune est drainée par le Gabas, le Bahus, la Rimblé, L'Arriutort, la Brioulette, le Tourniquet, et par divers petits cours d'eau, constituant un réseau hydrographique de 23 km de longueur totale,.
Le Gabas, d'une longueur totale de 116,7 km, prend sa source dans la commune d'Ossun et s'écoule du sud-est vers le nord-ouest. Il traverse la commune et se jette dans l'Adour à Souprosse, après avoir traversé 43 communes.
Le Bahus, d'une longueur totale de 47,9 km, prend sa source dans la commune de Claracq et s'écoule du sud vers le nord. Il traverse la commune et se jette dans l'Adour à Saint-Sever, après avoir traversé 16 communes.

### Climat
Pour des articles plus généraux, voir Climat de la Nouvelle-Aquitaine et Climat des Pyrénées-Atlantiques.
Historiquement, la commune est dans une zone de transition entre les climats océaniques aquitain et montagnard.  
En 2020, Météo-France publie une typologie des climats de la France métropolitaine dans laquelle la commune est dans une zone de transition entre le climat océanique altéré et le climat de montagne et est dans une zone de transition entre les régions climatiques « Aquitaine, Gascogne » et « Pyrénées atlantiques ».
Pour la période 1971-2000, la température annuelle moyenne est de 13 °C, avec une amplitude thermique annuelle de 14,6 °C. Le cumul annuel moyen de précipitations est de 1 075 mm, avec 11,9 jours de précipitations en janvier et 8,1 jours en juillet. Pour la période 1991-2020, la température moyenne annuelle observée sur la station météorologique la plus proche, située sur la commune de Mont-Disse à 13 km à vol d'oiseau, est de 13,9 °C et le cumul annuel moyen de précipitations est de 1 010,8 mm,. Pour l'avenir, les paramètres climatiques de la commune estimés pour 2050 selon différents scénarios d'émission de gaz à effet de serre sont consultables sur un site dédié publié par Météo-France en novembre 2022.

### Milieux naturels et biodiversité
L’inventaire des zones naturelles d'intérêt écologique, faunistique et floristique (ZNIEFF) a pour objectif de réaliser une couverture des zones les plus intéressantes sur le plan écologique, essentiellement dans la perspective d’améliorer la connaissance du patrimoine naturel national et de fournir aux différents décideurs un outil d’aide à la prise en compte de l’environnement dans l’aménagement du territoire.
Une ZNIEFF de type 1 est recensée sur la commune, : 
la « retenue de Miramont » (119,69 ha), couvrant 4 communes dont 2 dans les Landes et 2 dans les Pyrénées-Atlantiques.

## Urbanisme

### Typologie
Au 1er janvier 2024, Boueilh-Boueilho-Lasque est catégorisée commune rurale à habitat dispersé, selon la nouvelle grille communale de densité à sept niveaux définie par l'Insee en 2022.
Elle est située hors unité urbaine. Par ailleurs la commune fait partie de l'aire d'attraction de Pau, dont elle est une commune de la couronne,. Cette aire, qui regroupe 227 communes, est catégorisée dans les aires de 200 000 à moins de 700 000 habitants,.

### Occupation des sols

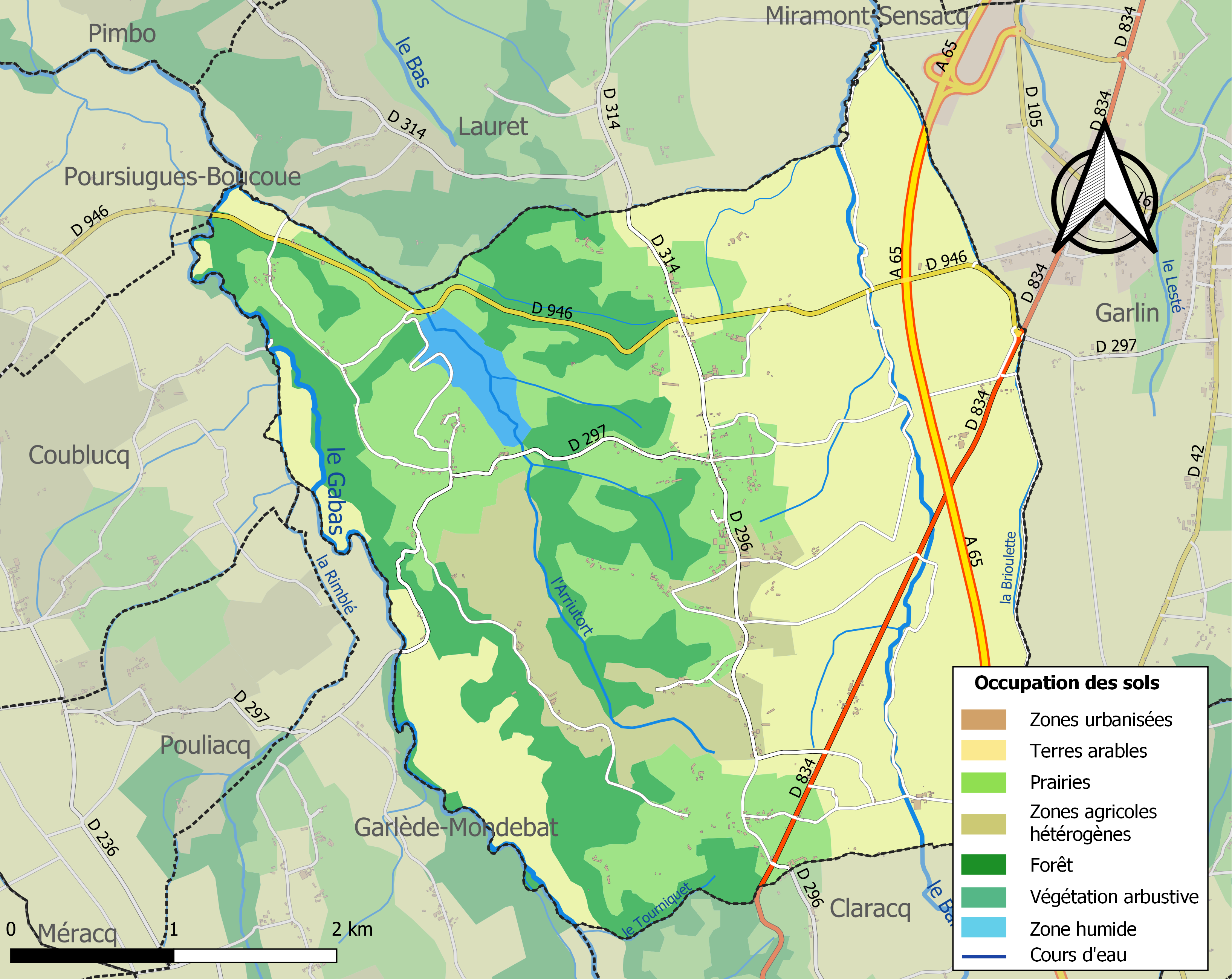
Carte des infrastructures et de l'occupation des sols de la commune en 2018 (CLC).

L'occupation des sols de la commune, telle qu'elle ressort de la base de données européenne d’occupation biophysique des sols Corine Land Cover (CLC), est marquée par l'importance des territoires agricoles (78,9 % en 2018), en diminution par rapport à 1990 (80,4 %). La répartition détaillée en 2018 est la suivante : 
terres arables (48 %), prairies (23 %), forêts (19,6 %), zones agricoles hétérogènes (7,8 %), eaux continentales (1,5 %).
L'IGN met par ailleurs à disposition un outil en ligne permettant de comparer l’évolution dans le temps de l’occupation des sols de la commune (ou de territoires à des échelles différentes). Plusieurs époques sont accessibles sous forme de cartes ou photos aériennes : la carte de Cassini (XVIIIe siècle), la carte d'état-major (1820-1866) et la période actuelle (1950 à aujourd'hui).

### Lieux-dits et hameaux
- Boueilh : Desblancs Pas, Lasmarrigues, Mère, Michou, Pébrocq, Plaux, Pédarnaud ; Routchet
- Boueilho : Borny, Castéra, Dupouy-Manescau, Lapaloque quartier labarrère, Pébousquet ;
- Grillot ;
- Labrit ;
- Lasque : Conte, Dupouy Lahitte, Fortisson, Roquehort

### Voies de communication et transports
La commune est desservie par la route nationale 134 et les départementales 296, 297 et 946.

### Risques majeurs
Le territoire de la commune de Boueilh-Boueilho-Lasque est vulnérable à différents aléas naturels : météorologiques (tempête, orage, neige, grand froid, canicule ou sécheresse), inondations et séisme (sismicité modérée). Il est également exposé à deux risques technologiques,  le transport de matières dangereuses et la rupture d'un barrage. Un site publié par le BRGM permet d'évaluer simplement et rapidement les risques d'un bien localisé soit par son adresse soit par le numéro de sa parcelle.

#### Risques naturels
Certaines parties du territoire communal sont susceptibles d’être affectées par le risque d’inondation par une crue à  débordement lent de cours d'eau, notamment le Bahus et le Gabas. La commune a été reconnue en état de catastrophe naturelle au titre des dommages causés par les inondations et coulées de boue survenues en 1982, 1993, 2008, 2009 et 2013,.

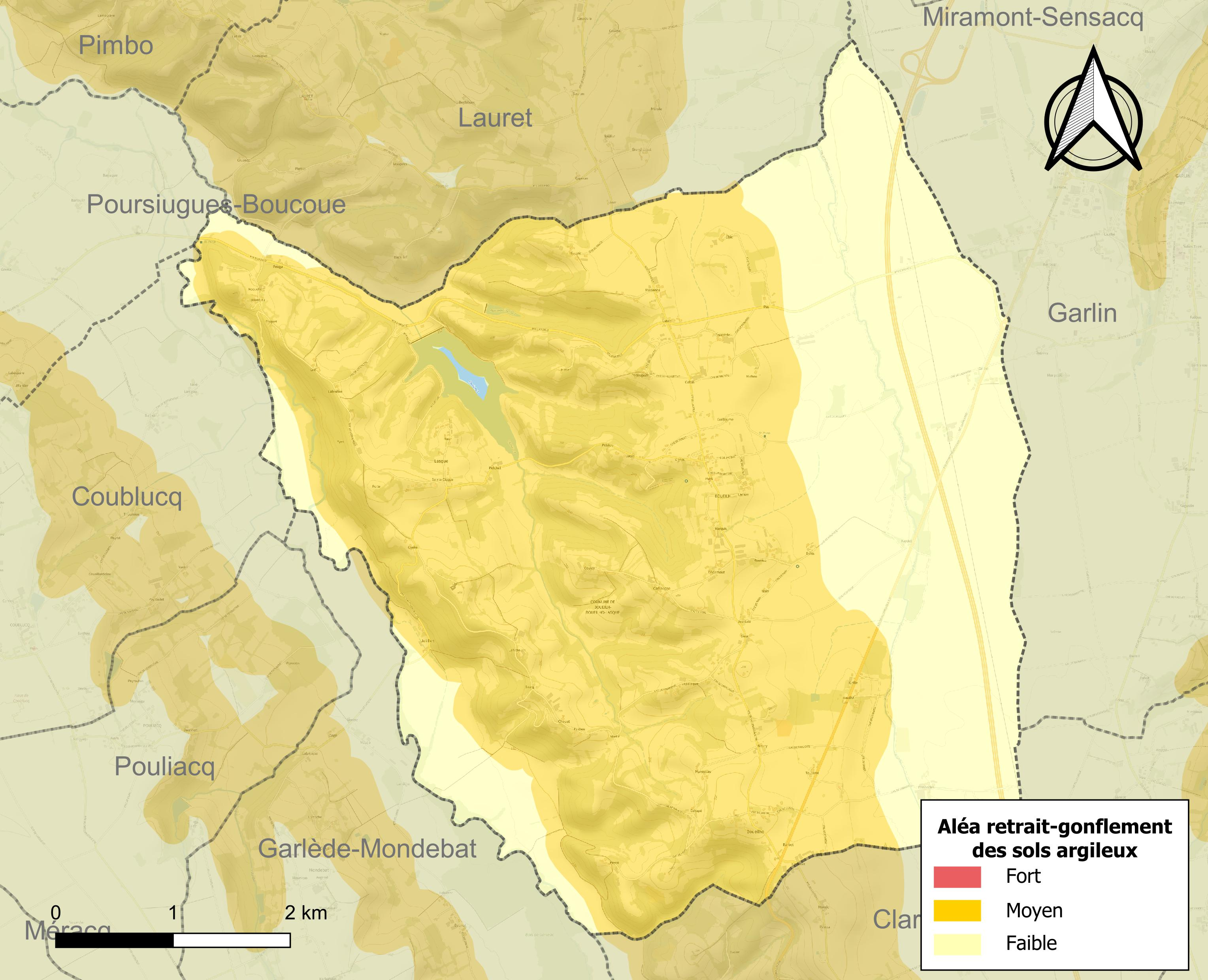
Carte des zones d'aléa retrait-gonflement des sols argileux de Boueilh-Boueilho-Lasque.

Le retrait-gonflement des sols argileux est susceptible d'engendrer des dommages importants aux bâtiments en cas d’alternance de périodes de sécheresse et de pluie. 66,5 % de la superficie communale est en aléa moyen ou fort (59 % au niveau départemental et 48,5 % au niveau national). Depuis le 1er octobre 2020, en application de la loi ELAN, différentes contraintes s'imposent aux vendeurs, maîtres d'ouvrages ou constructeurs de biens situés dans une zone classée en aléa moyen ou fort,.

#### Risque technologique
La commune est en outre située en aval de barrages de classe A. À ce titre elle est susceptible d’être touchée par l’onde de submersion consécutive à la rupture de cet ouvrage.

## Toponymie
Le toponyme Boueilh apparaît sous les formes Boeil (1681, réformation de Béarn), Boeilh (1793 ou an II) et Boeilhe (1801). Ce toponyme provient du latin bovillum qui désigne un domaine à bœufs.
Le toponyme Boueilho apparaît sous les formes Boilho et Boeilho (respectivement 1538 et 1673, réformation de Béarn), Boeilho (1793 ou an II) et 
Boielho (1801). Le nom Boueilho tire, comme Boueilh, ses origines du latin bovillum.
Le toponyme Lasque est mentionné en 1863 dans le dictionnaire topographique Béarn-Pays basque.
Le nom béarnais de la commune est Buelh-Buelhòu-Lasque ou Boélh-Boelho-Làsquẹ.
Le toponyme Fortisson est mentionné en 1863 dans le dictionnaire topographique Béarn-Pays basque qui indique que la ferme concernée tire son nom des seigneurs de Fortisson.
Le toponyme Roquefort apparaît sous la forme Arroquefort (XIIIe siècle, fors de Béarn). Ce hameau est également appelé Roquefort-de-Tursan, pour le distinguer de Roquefort-de-Marsan.

## Histoire
Paul Raymond note que Boueilh dépendait du Tursan et de la subdélégation de Saint-Sever, tout comme Boueilho.
La commune a été formée en 1843 par la réunion des villages de Boueilho et Lasque à Boueilh. Cependant cette union est pour le moins particulière : chaque village ayant gardé longtemps une sorte d’indépendance et des fonctionnements distincts. Chacun possède son église où la messe dominicale est célébrée à tour de rôle.
L’origine des 2 premiers noms aurait un lien avec « l’étable à bœufs ». Lasque serait plutôt d’origine ligure et signifierait « au-dessus du ruisseau ».
Ces 3 villages ne furent rattachés véritablement au Béarn que de 1240 à 1452, date à partir de laquelle ils furent annexés au royaume de France. Pointe avancée vers la Chalosse, les échanges se font indifféremment vers les Landes ou le Béarn.
Roquefort faisait partie du Tursan et de la subdélégation de Saint-Sever.
Pendant la Seconde Guerre mondiale, la commune de Boueilh-Boueilho-Lasque, a joué un rôle important pour les résistants. En effet, sur les terres appelées « Landes », longues parcelles de terre noire, les résistants aménagèrent une piste d'atterrissage pour leur convois. Lorsque les habitants entendaient le message suivant à la radio : « les feux d'Albanie doivent être éteints », cela signifiait qu'il fallait éteindre toutes les lumières afin que les lampes à huile disposées les unes derrière les autres sur la Lande pour délimiter la piste deviennent visibles.[réf. nécessaire]

## Politique et administration

### Liste des maires
| Période                                  | Période  | Identité         | Étiquette | Qualité |
| ---------------------------------------- | -------- | ---------------- | --------- | ------- |
| Les données manquantes sont à compléter. |          |                  |           |         |
| 1995                                     | En cours | Pierre Costedoat |           |         |

### Intercommunalité
Boueilh-Boueilho-Lasque fait partie de six structures intercommunales :
- la Communauté de communes des Luys en Béarn ;
- le SIVU de la voirie de la région de Garlin ;
- le SIVU du Lées et affluents ;
- le syndicat d’énergie des Pyrénées-Atlantiques ;
- le syndicat intercommunal d’alimentation en eau potable Luy - Gabas - Léès ;
- le syndicat intercommunal des cinq rivières.

## Population et société

### Démographie
L'évolution du nombre d'habitants est connue à travers les recensements de la population effectués dans la commune depuis 1793. Pour les communes de moins de 10 000 habitants, une enquête de recensement portant sur toute la population est réalisée tous les cinq ans, les populations de référence des années intermédiaires étant quant à elles estimées par interpolation ou extrapolation. Pour la commune, le premier recensement exhaustif entrant dans le cadre du nouveau dispositif a été réalisé en 2004.

En 2022, la commune comptait 391 habitants, en évolution de +16,72 % par rapport à 2016 (Pyrénées-Atlantiques : +3,78 %, France hors Mayotte : +2,11 %).
| 1793 | 1800 | 1806 | 1821 | 1831 | 1836 | 1841 | 1846 | 1851 |
| ---- | ---- | ---- | ---- | ---- | ---- | ---- | ---- | ---- |
| 287  | 288  | 610  | 342  | 335  | 397  | 860  | 881  | 855  |

| 1856 | 1861 | 1866 | 1872 | 1876 | 1881 | 1886 | 1891 | 1896 |
| ---- | ---- | ---- | ---- | ---- | ---- | ---- | ---- | ---- |
| 800  | 787  | 752  | 712  | 731  | 673  | 691  | 630  | 614  |

| 1901 | 1906 | 1911 | 1921 | 1926 | 1931 | 1936 | 1946 | 1954 |
| ---- | ---- | ---- | ---- | ---- | ---- | ---- | ---- | ---- |
| 615  | 621  | 553  | 527  | 456  | 454  | 439  | 411  | 389  |

| 1962 | 1968 | 1975 | 1982 | 1990 | 1999 | 2004 | 2006 | 2009 |
| ---- | ---- | ---- | ---- | ---- | ---- | ---- | ---- | ---- |
| 350  | 347  | 302  | 283  | 323  | 329  | 336  | 342  | 364  |

| 2014 | 2019 | 2022 | - | - | - | - | - | - |
| ---- | ---- | ---- | - | - | - | - | - | - |
| 342  | 375  | 391  | - | - | - | - | - | - |

## Culture locale et patrimoine

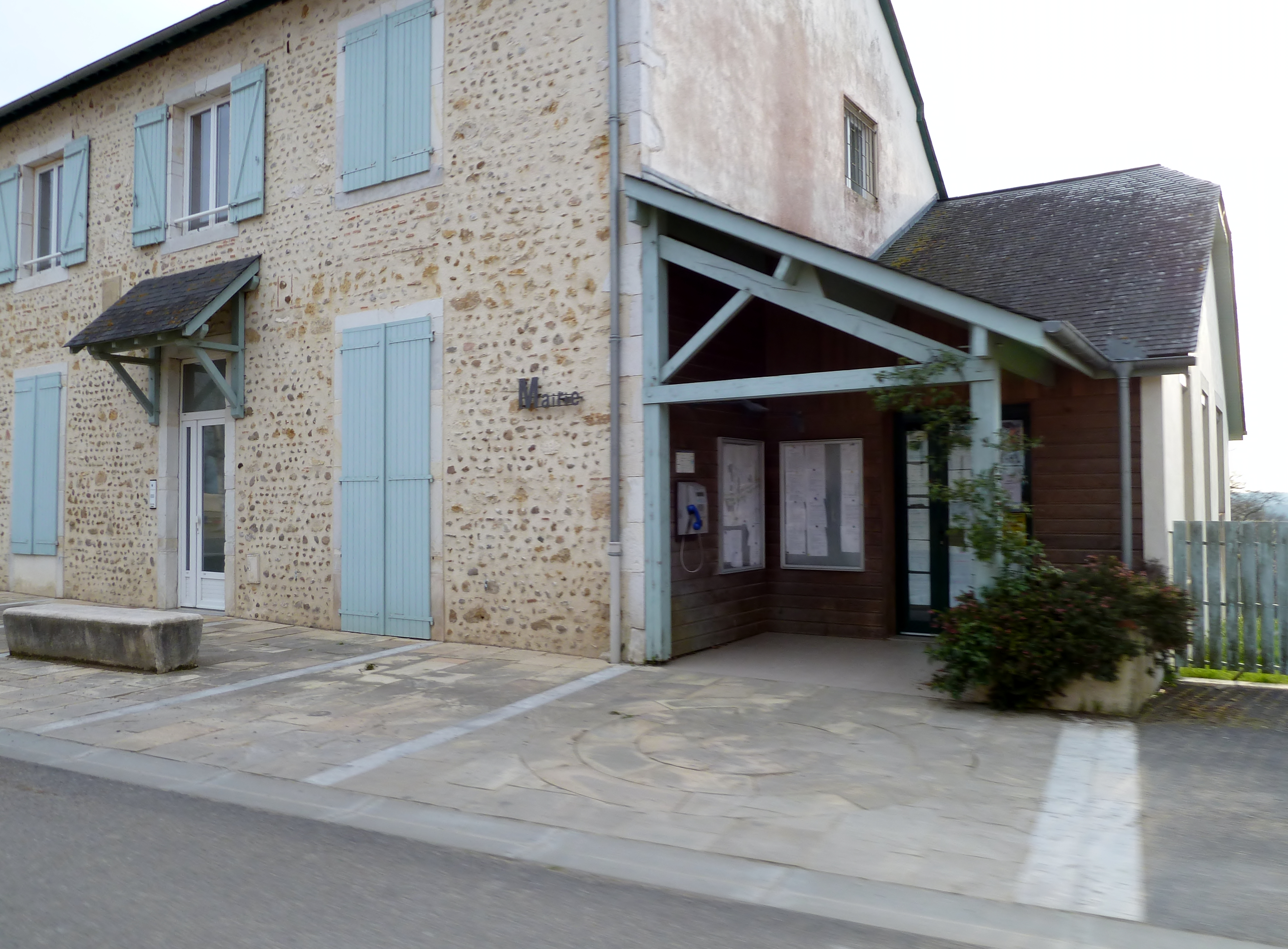
La mairie.
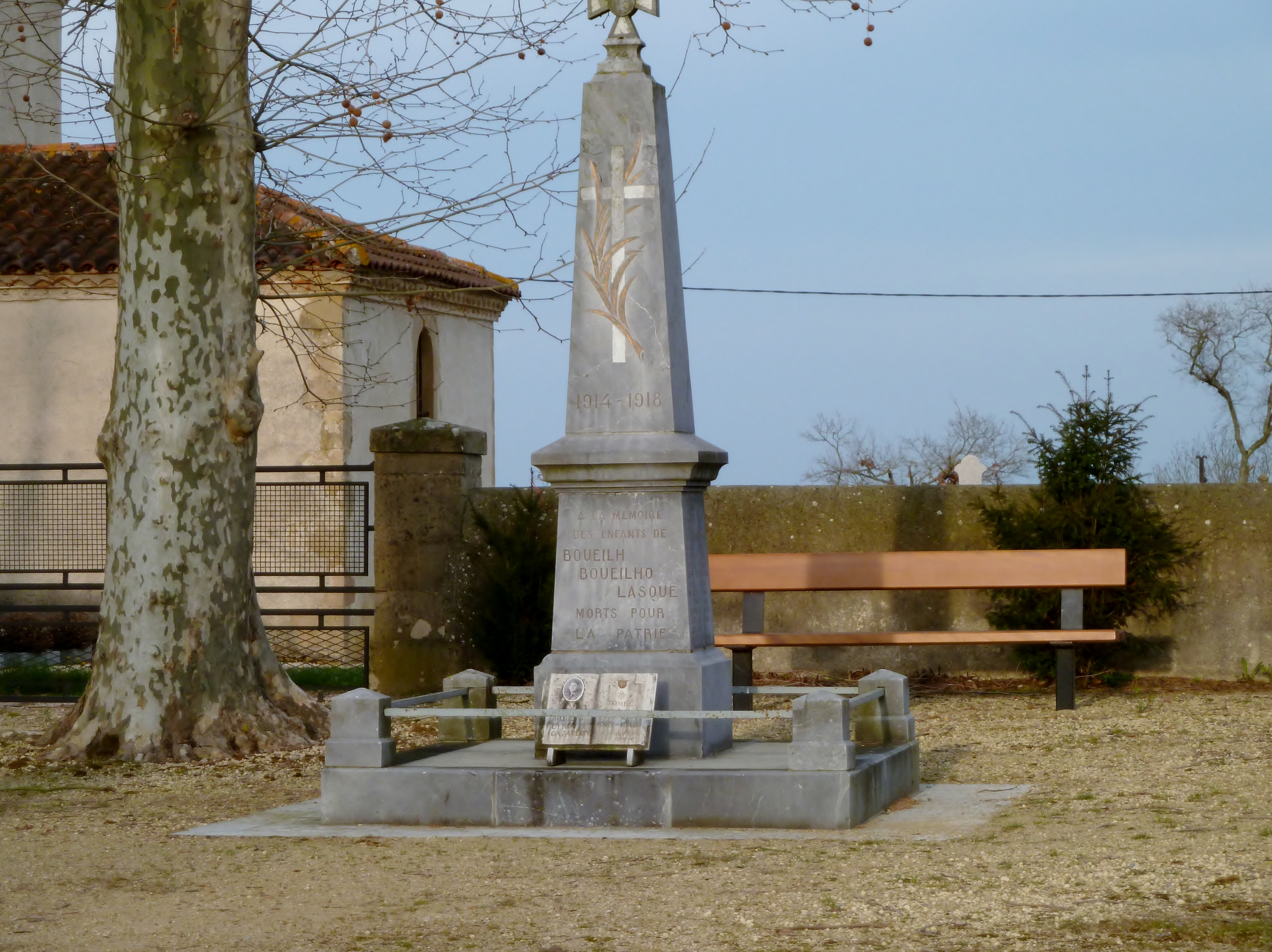
Le monument aux morts.
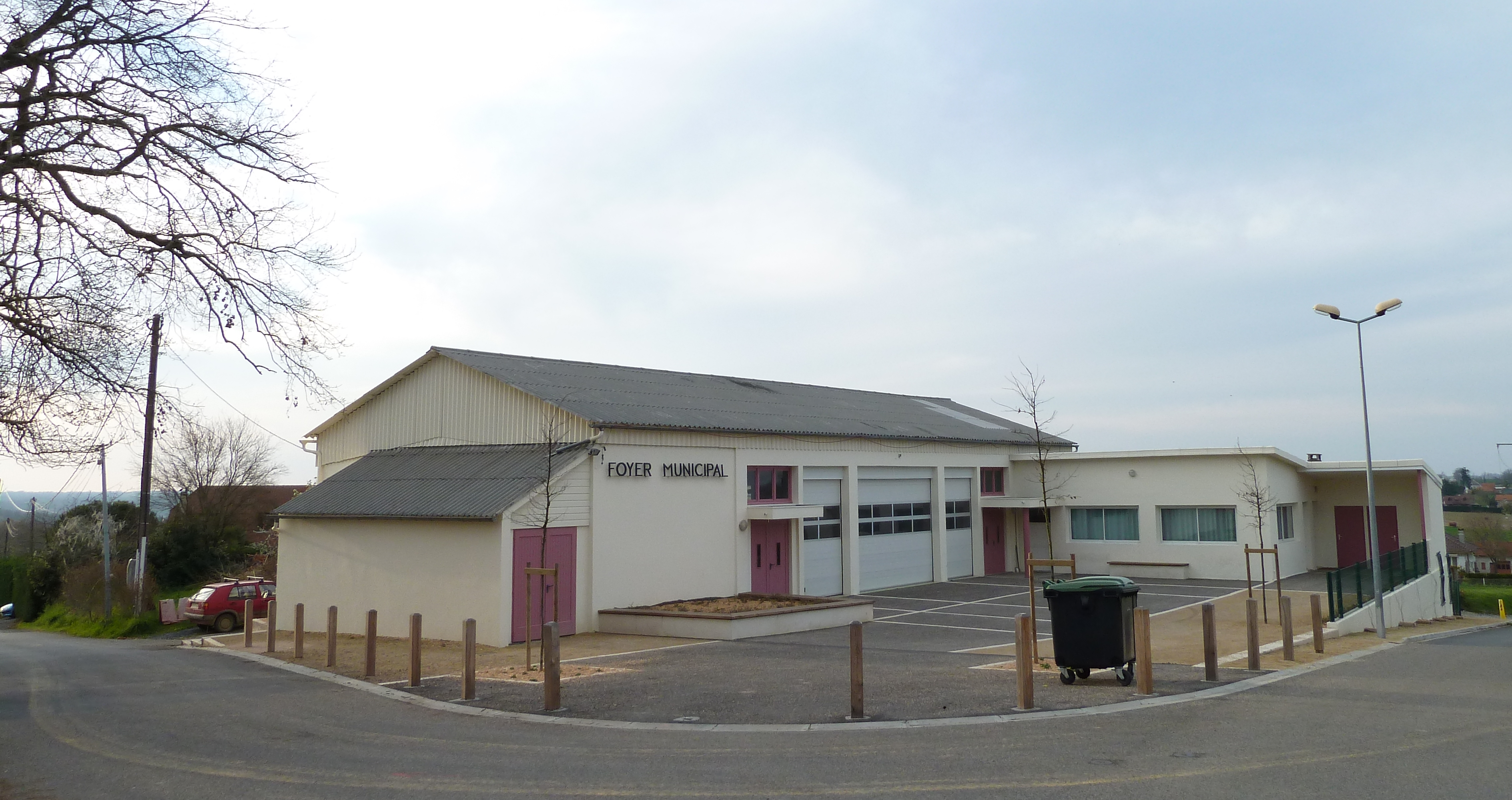
Le foyer municipal.
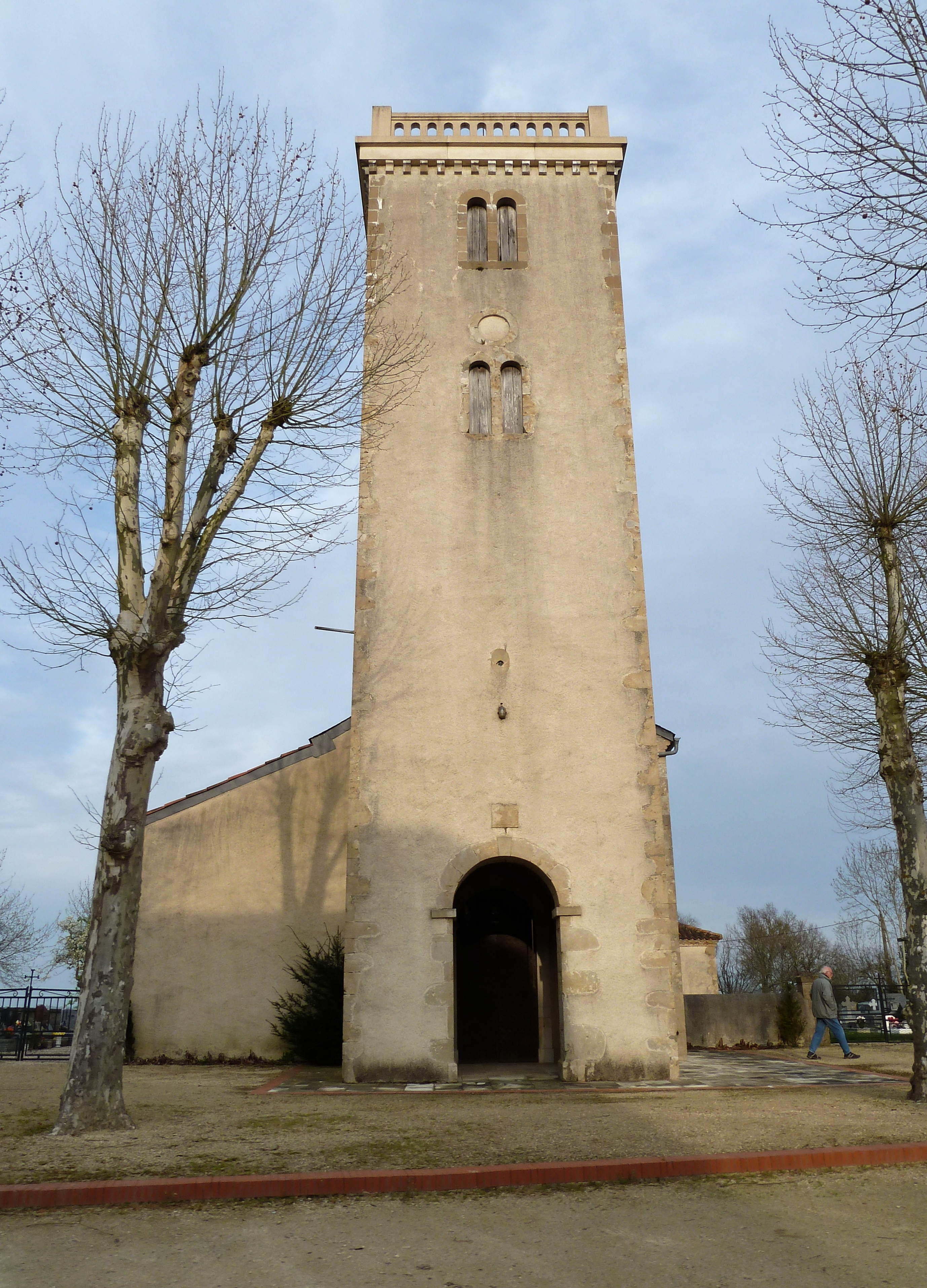
Une des églises de Boueilh-Boueilho-Lasque.

Un des habitants de ce village, Jean Lacoste, alias « Jan de Mounic », a signé un ouvrage bilingue (patois béarnais/ français) contant la vie dans ce village avant 1950.

### Patrimoine civil
L'ensemble fortifié de Boueilho-Castéra pourrait être un ancien camp préhistorique.
L'édifice fortifié, dit Moutha, sis au lieu-dit Lasque-Roquefort, date des XIIIe et XIVe siècles.
Un château datant du XVIIIe siècle se dresse au lieu-dit Lasque-Fortisson.
La commune présente un ensemble de fermes et de maisons datant des XVIIIe et XIXe siècles. Le presbytère de Boueilh date, quant à lui, de 1843.

### Patrimoine religieux
L'église Saint-Aignan, à Boueilh, date de 1850. Son cimetière est également inscrit à l'inventaire général du patrimoine culturel, tout comme les objets, tableaux, statues et divers mobiliers qu'elle renferme.
L'église Saint-Jean, à Boueilho, pourrait tirer ses origines du haut Moyen Âge. On y trouve des objets et une lithographie (chemin de croix) référencés par le ministère de la Culture.
L'église Saint-Martin, de Lasque, a été reconstruite, quant à elle, au début du XXe siècle, mais son abside provient du XIIe siècle. Elle recèle du mobilier, des tableaux, des statues et des objets inscrits à l'inventaire général du patrimoine culturel.

## Équipements
éducation
La commune dispose d'une école primaire.

## Pour approfondir